# Église Sainte-Colombe de Sainte-Colombe (Gironde)
Pour les articles homonymes, voir Église Sainte-Colombe de Sainte-Colombe.
L'église Sainte-Colombe est une église catholique romane du XIIe siècle située dans la commune de Sainte-Colombe, dans le département de la Gironde, en France.

## Localisation
L'église se trouve dans le bourg, sur la route départementale D17E2, entre Saint-Genès-de-Castillon au nord et Saint-Magne-de-Castillon au sud.

## Historique
L'église romane de Sainte-Colombe est construite sur les substructions d'une importante villa gallo-romaine, réutilisée en nécropole à l'époque mérovingienne. Il comporte une nef unique aux murs latéraux renforcés d'arcades appliquées à l'intérieur. La dernière travée orientale supporte le clocher carré. Le chœur est composé d'une petite travée droite et d'une abside semi-circulaire couverte en cul-de-four. La corniche du chevet repose sur des modillons à marques, animaux fantastiques et personnages.
La façade occidentale à arcatures est percée d'une porte formée de trois arcades en plein-cintre à voussures unies et en retrait. La grande arcade chargée de dents de scie et de pointes de diamants est ornée de rouleaux. Au-dessus, trois arcs en plein-cintre retombent chacun sur une paire de colonnettes. Une seconde corniche sépare cet étage du pignon triangulaire.
Les restaurations : au XVIIe siècle, la façade est épaulée de deux contreforts ; au XVIIIe siècle, l'édifice est restauré ; au XIXe siècle, une voûte légère en berceau est jetée sur la nef et les contreforts sont remis en état.
Le portail de l'église est classé au titre des monuments historiques par arrêté du 1er décembre 1908 alors que le reste de l'église a été inscrit par arrêté du 21 décembre 1925.

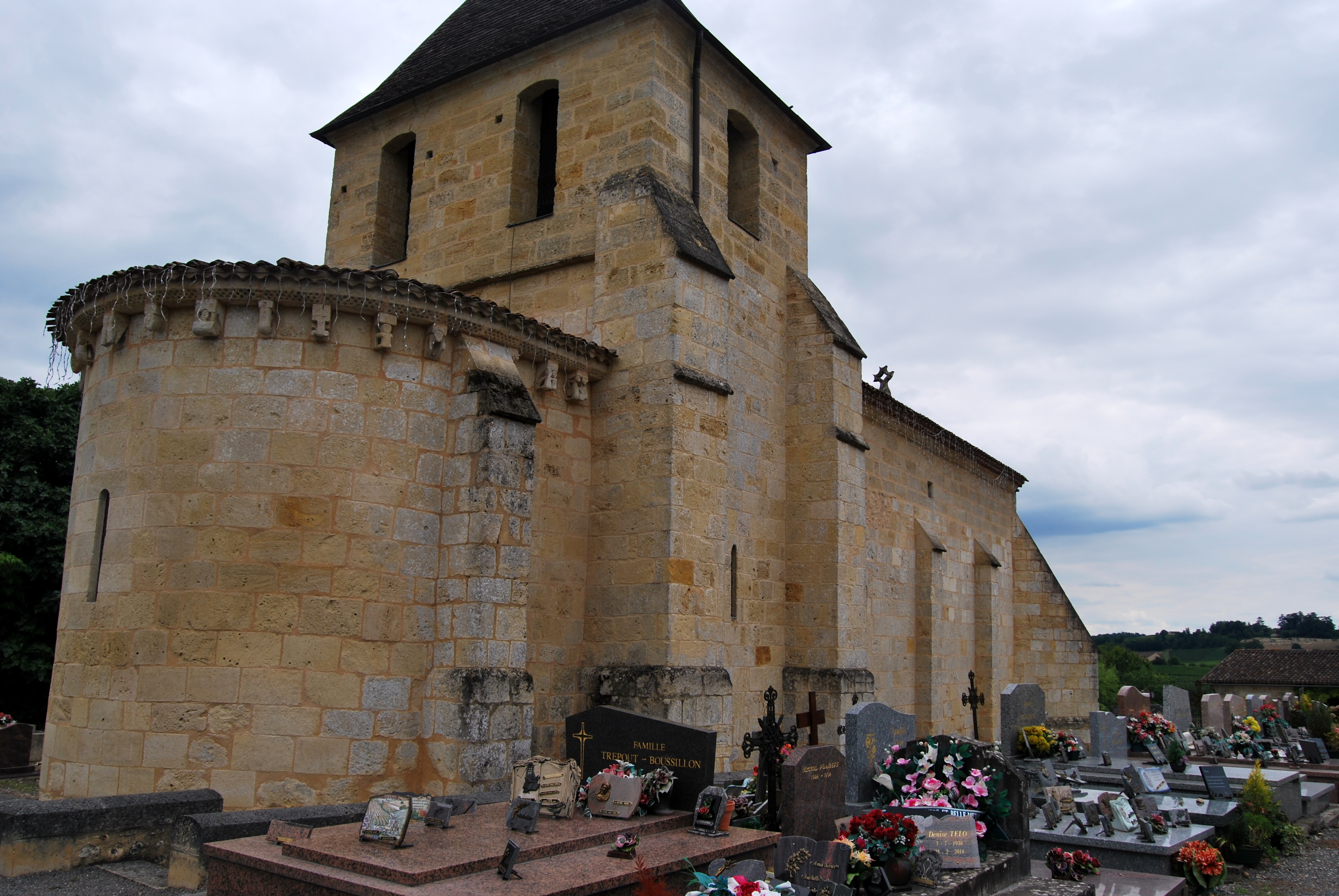
Vue du chevet
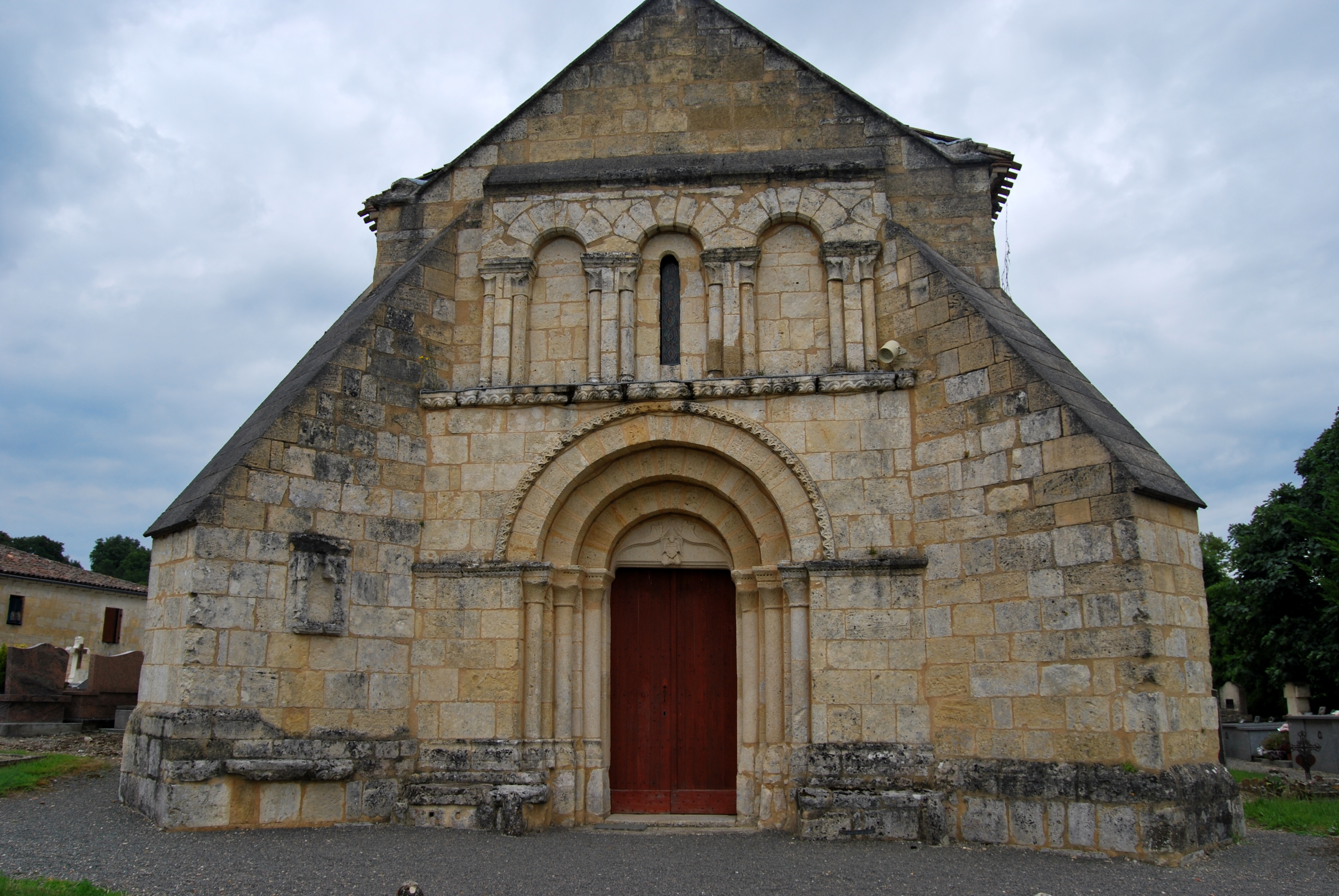
Façade occidentale

## Les modillons

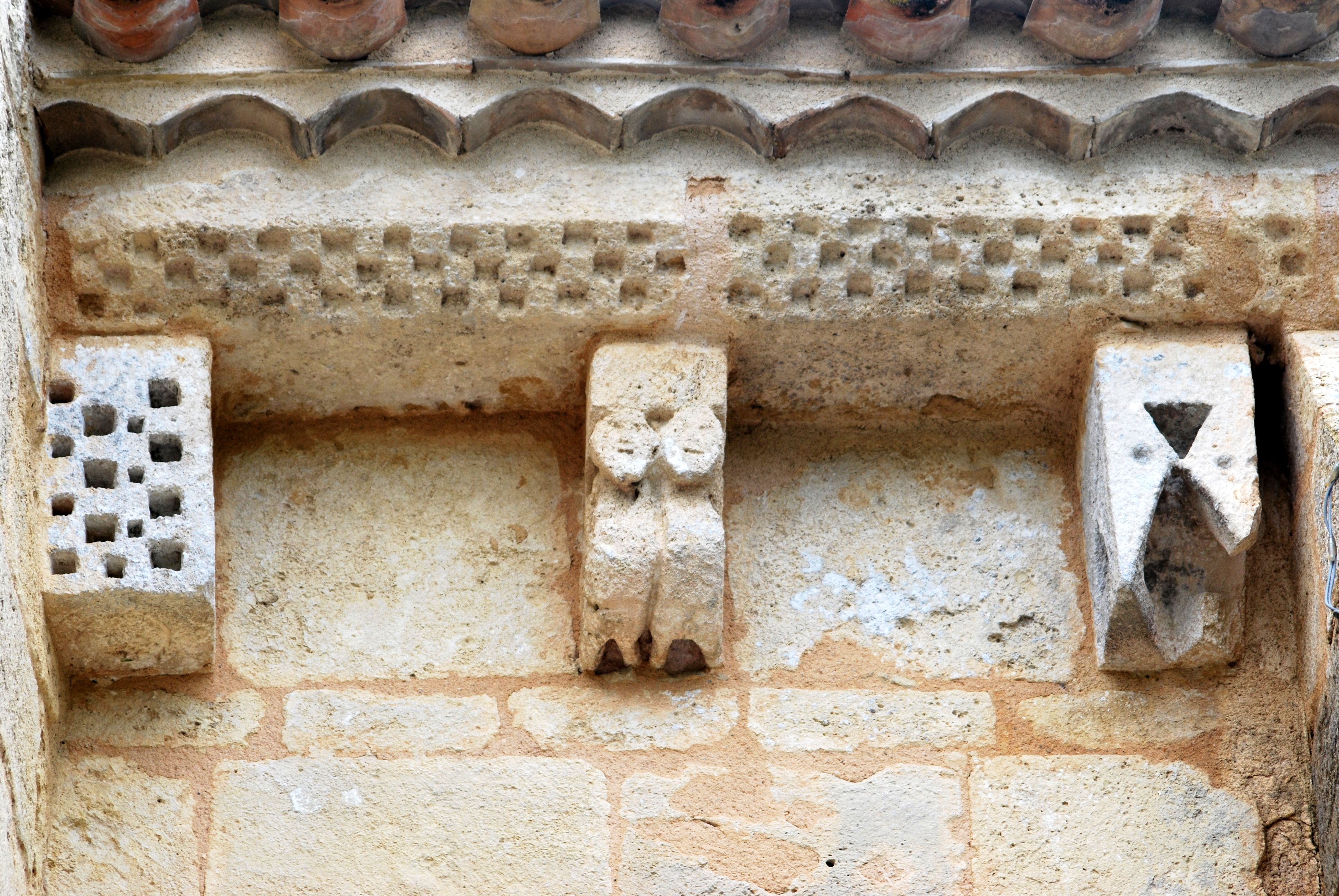
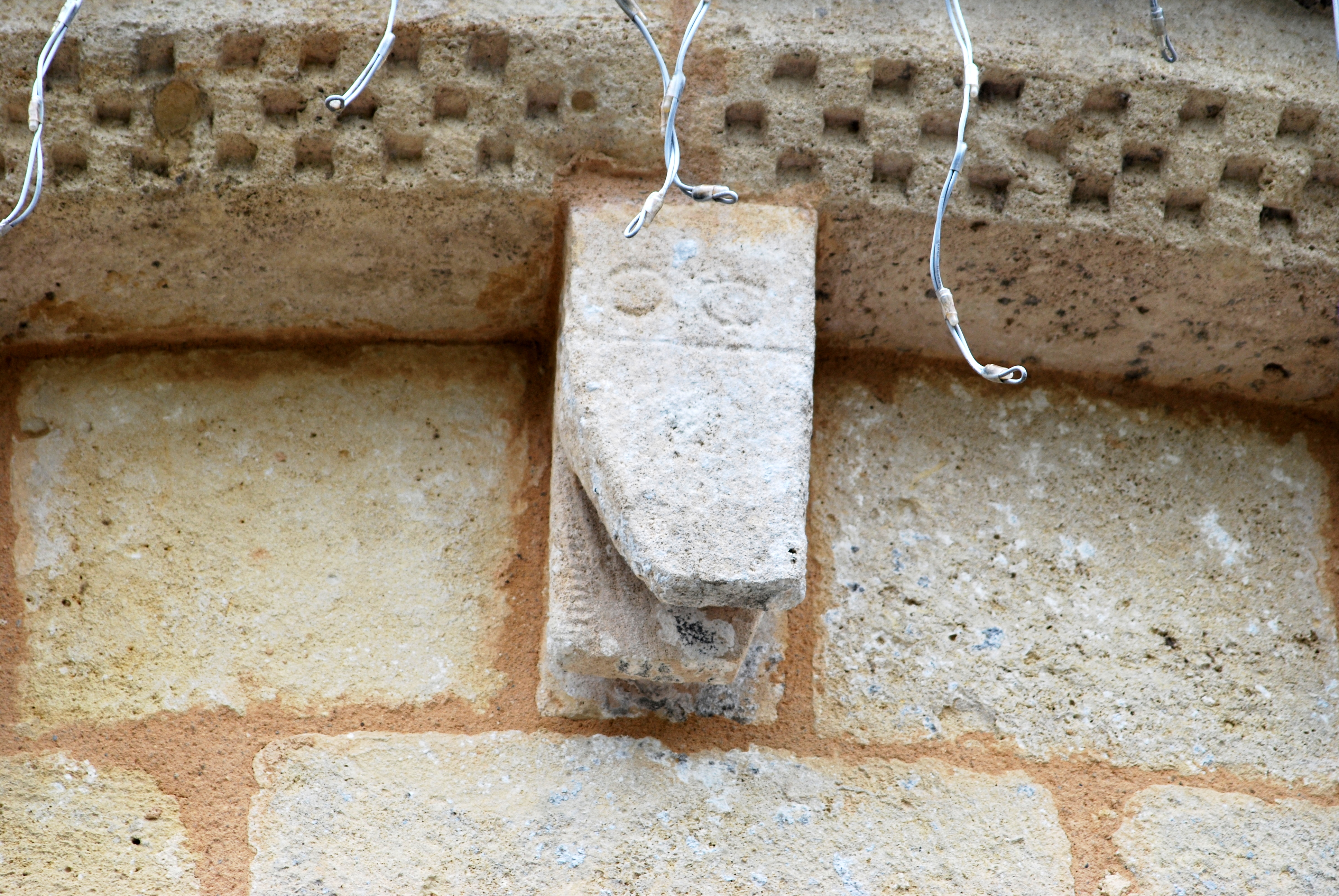
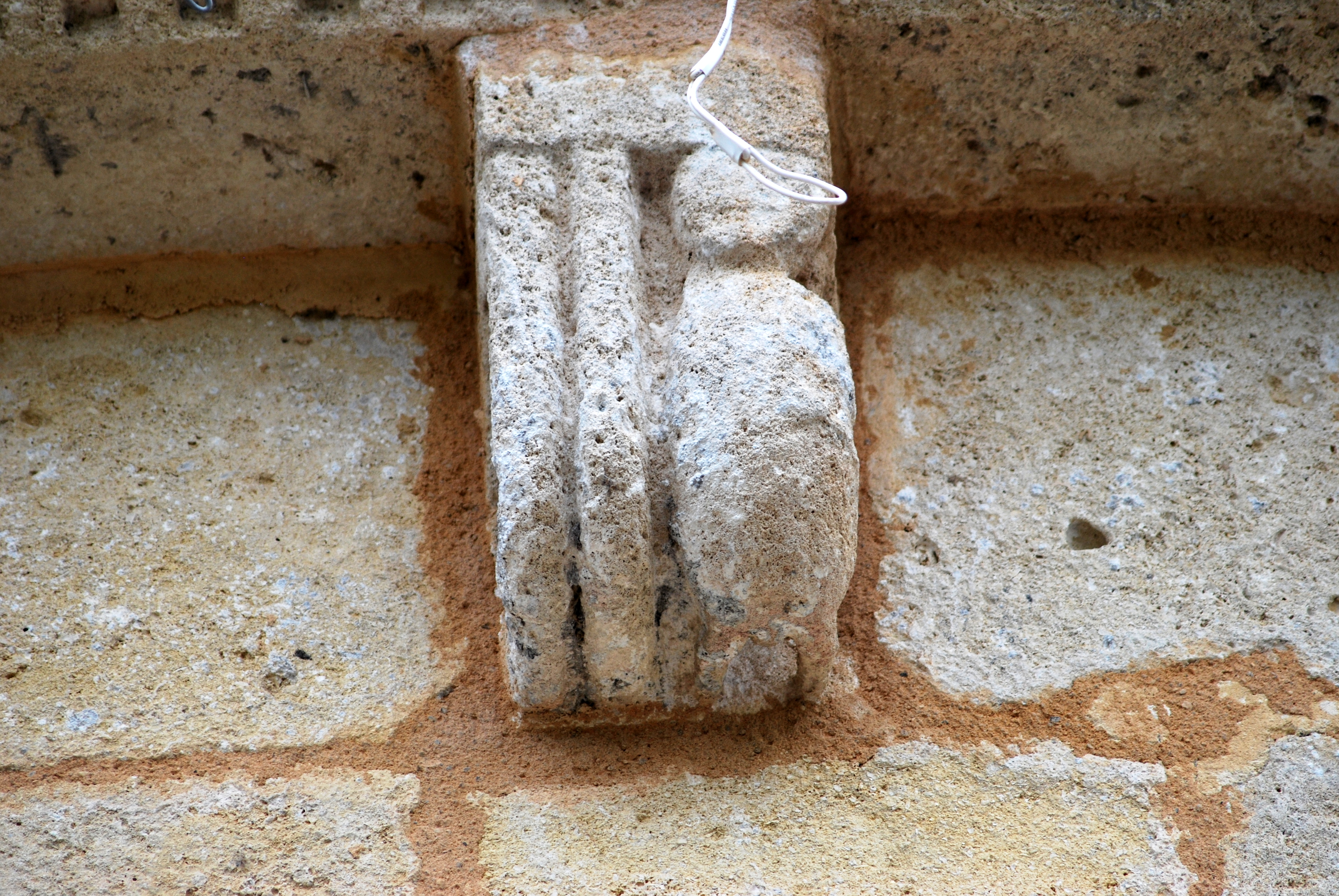
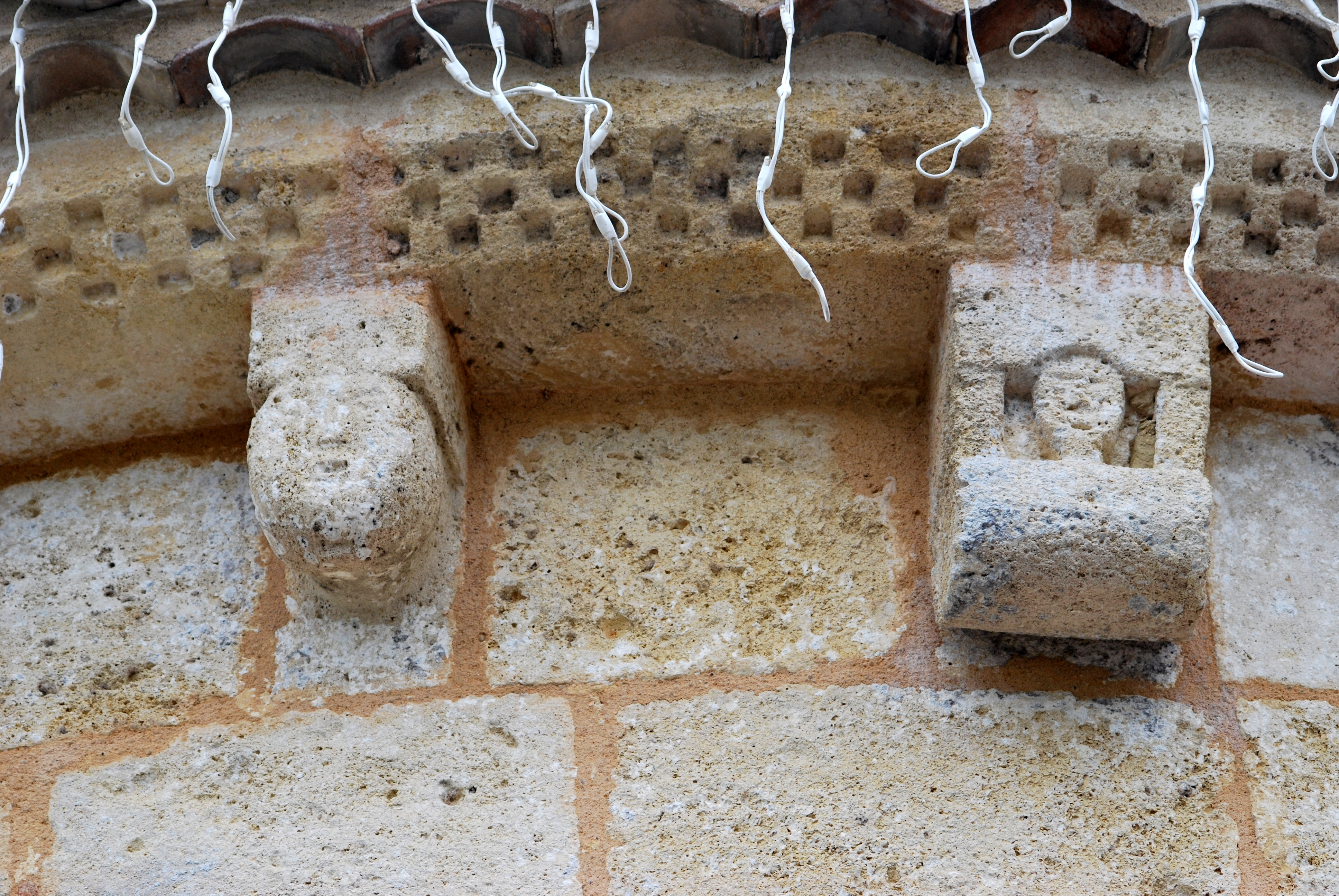
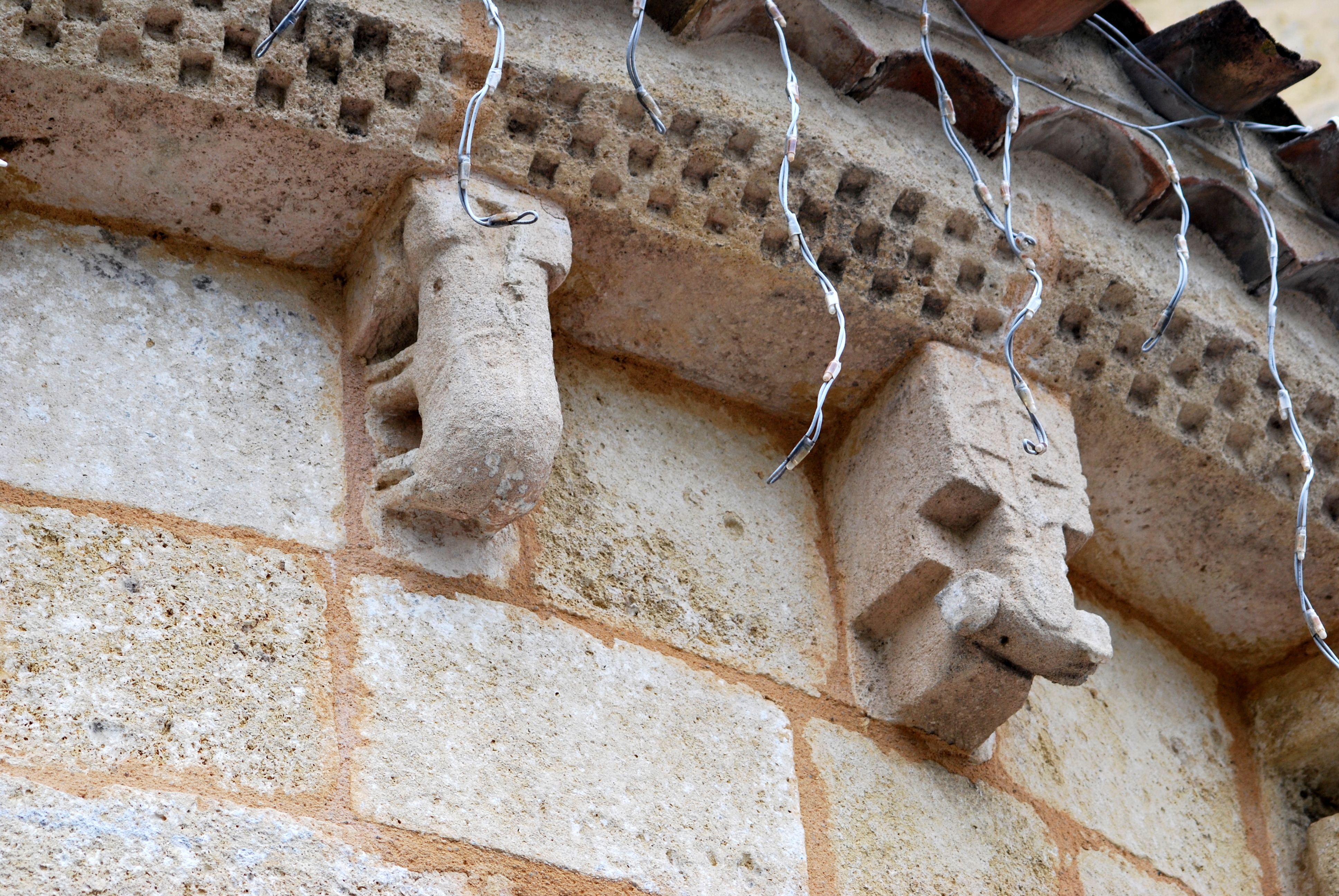
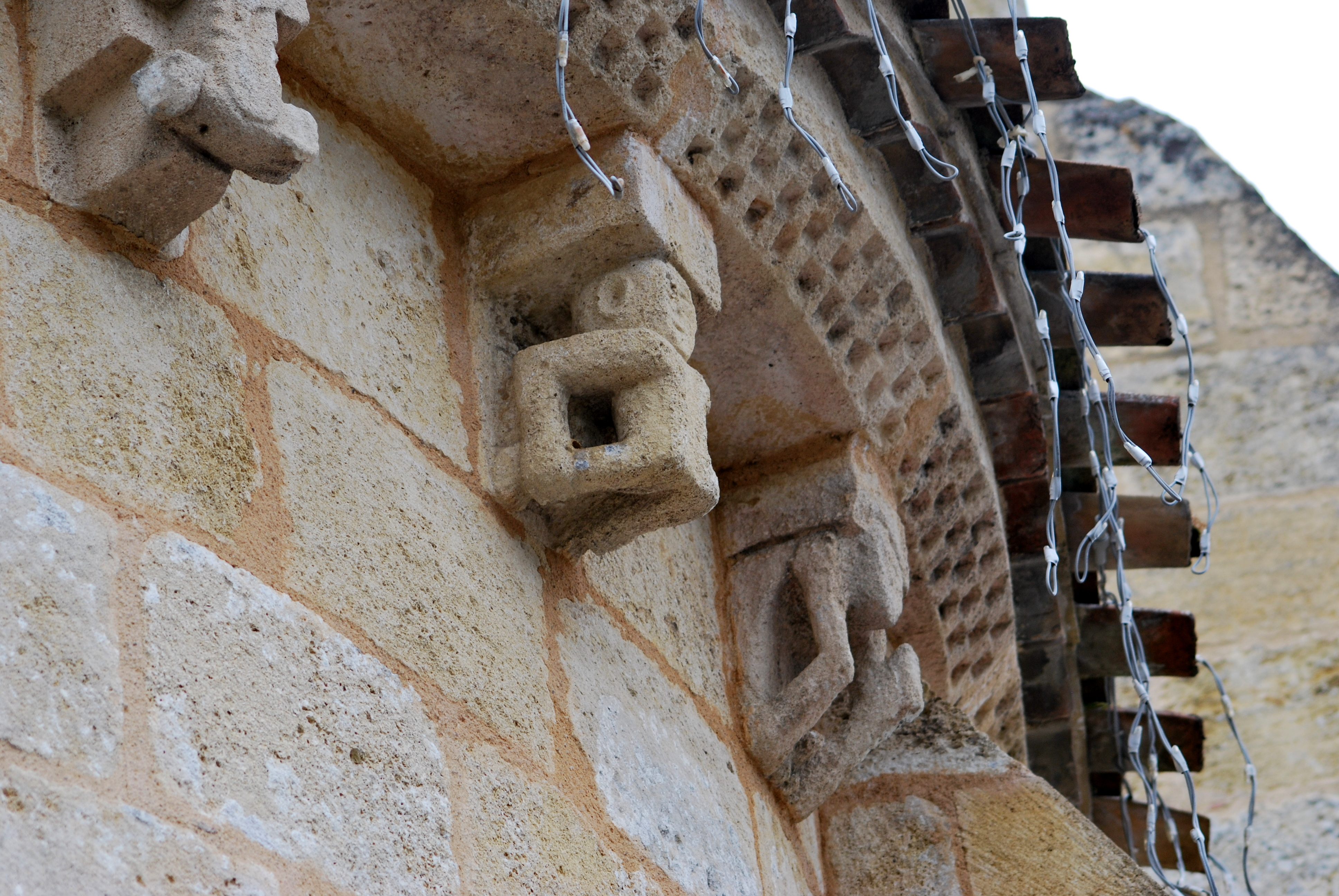
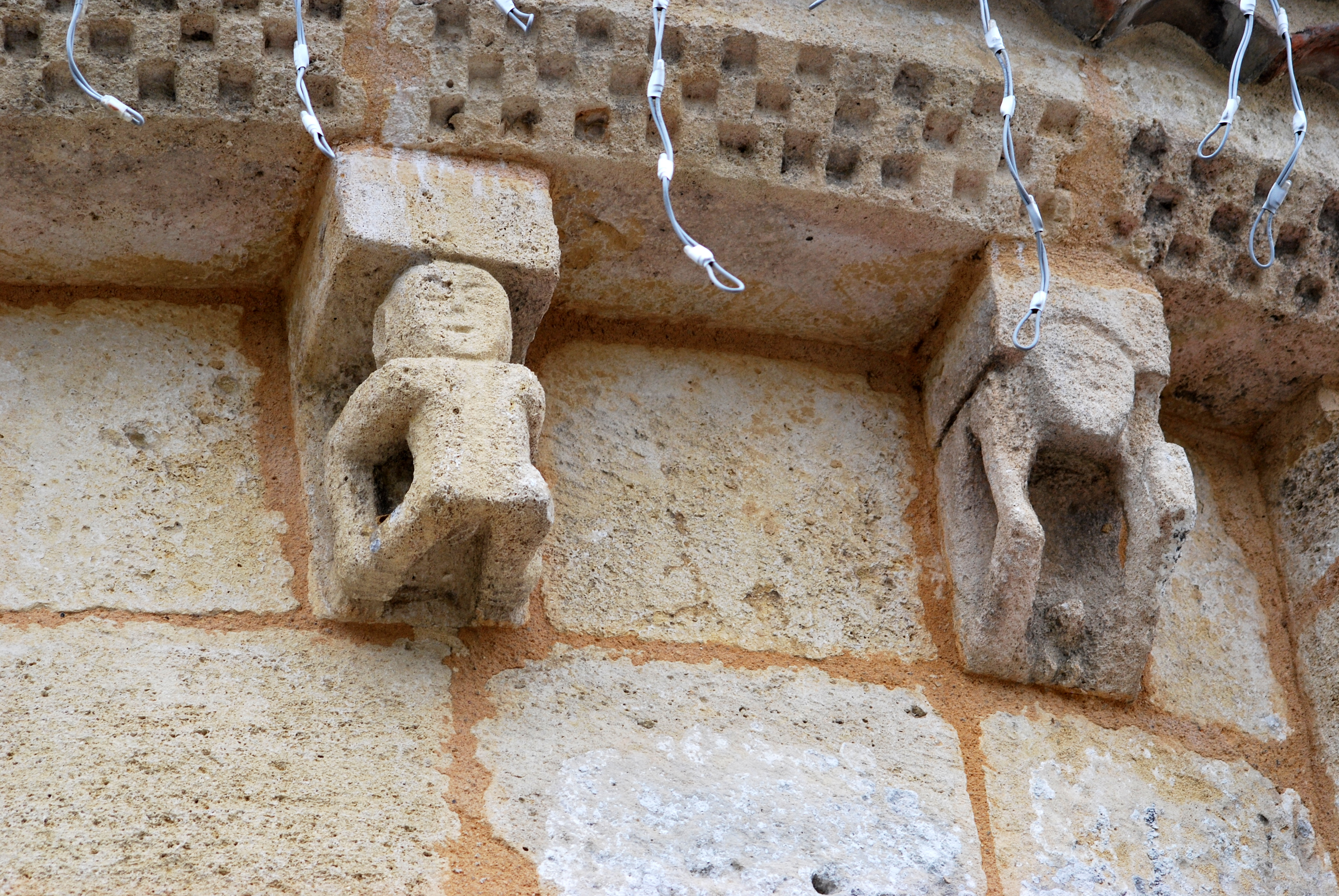
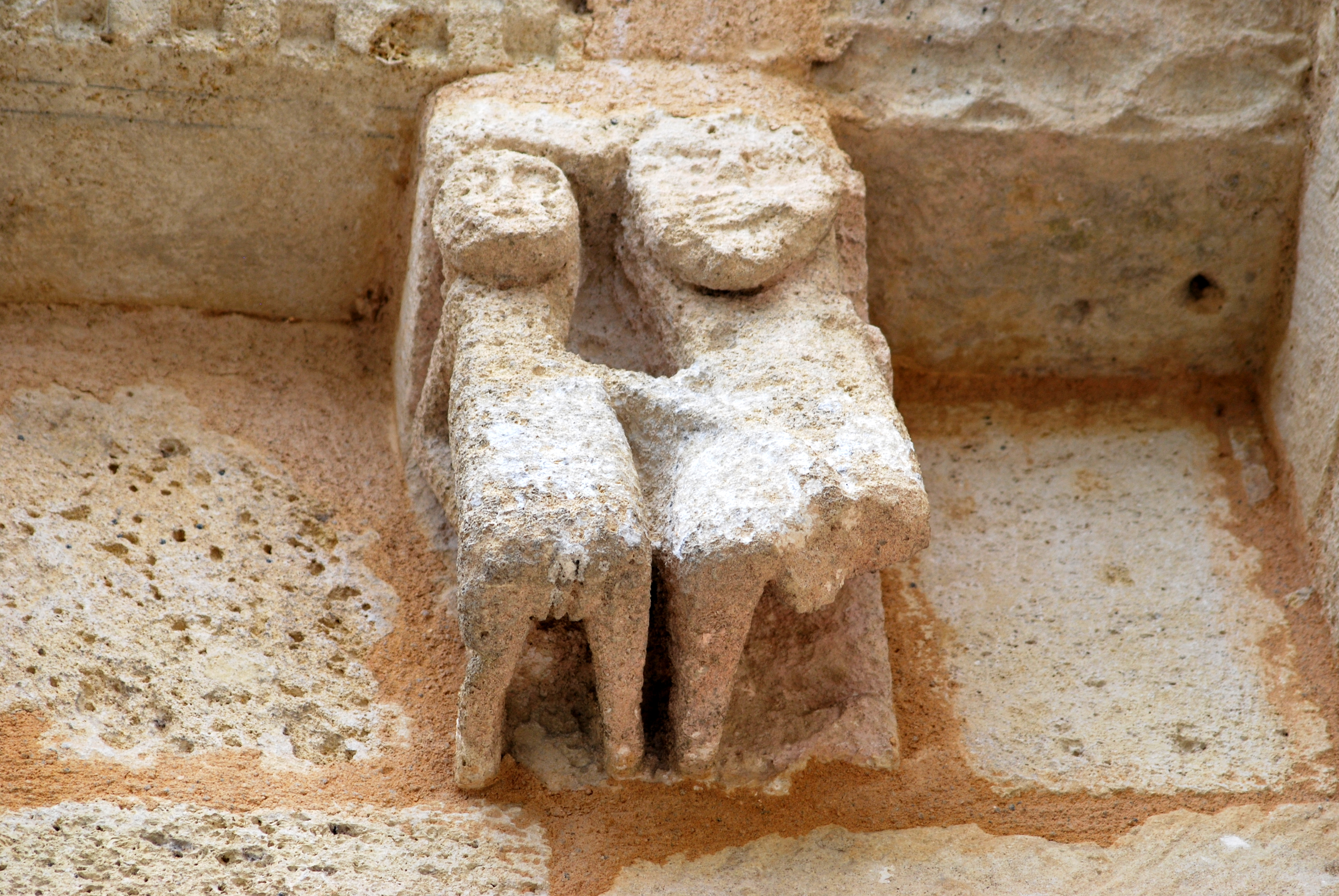
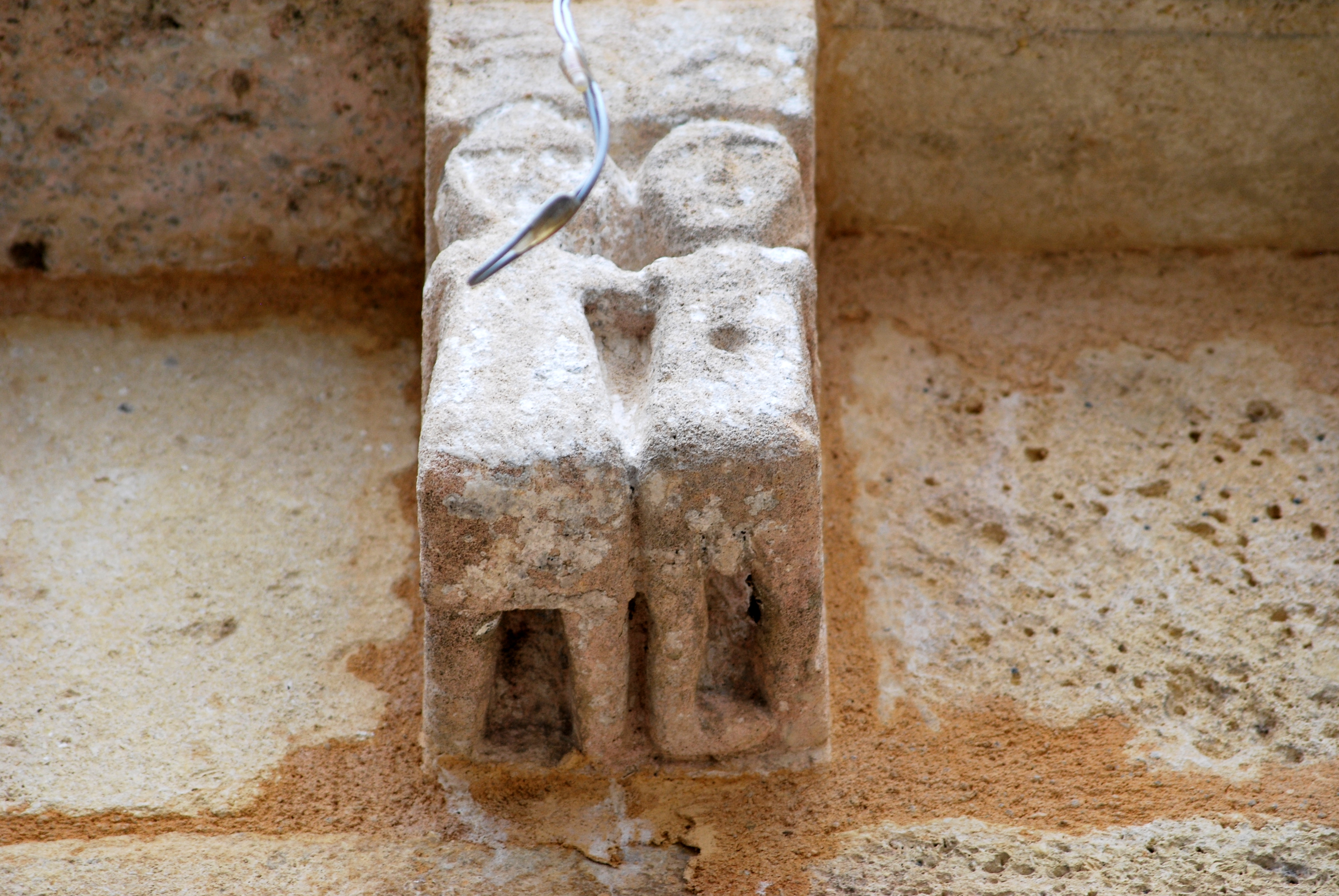
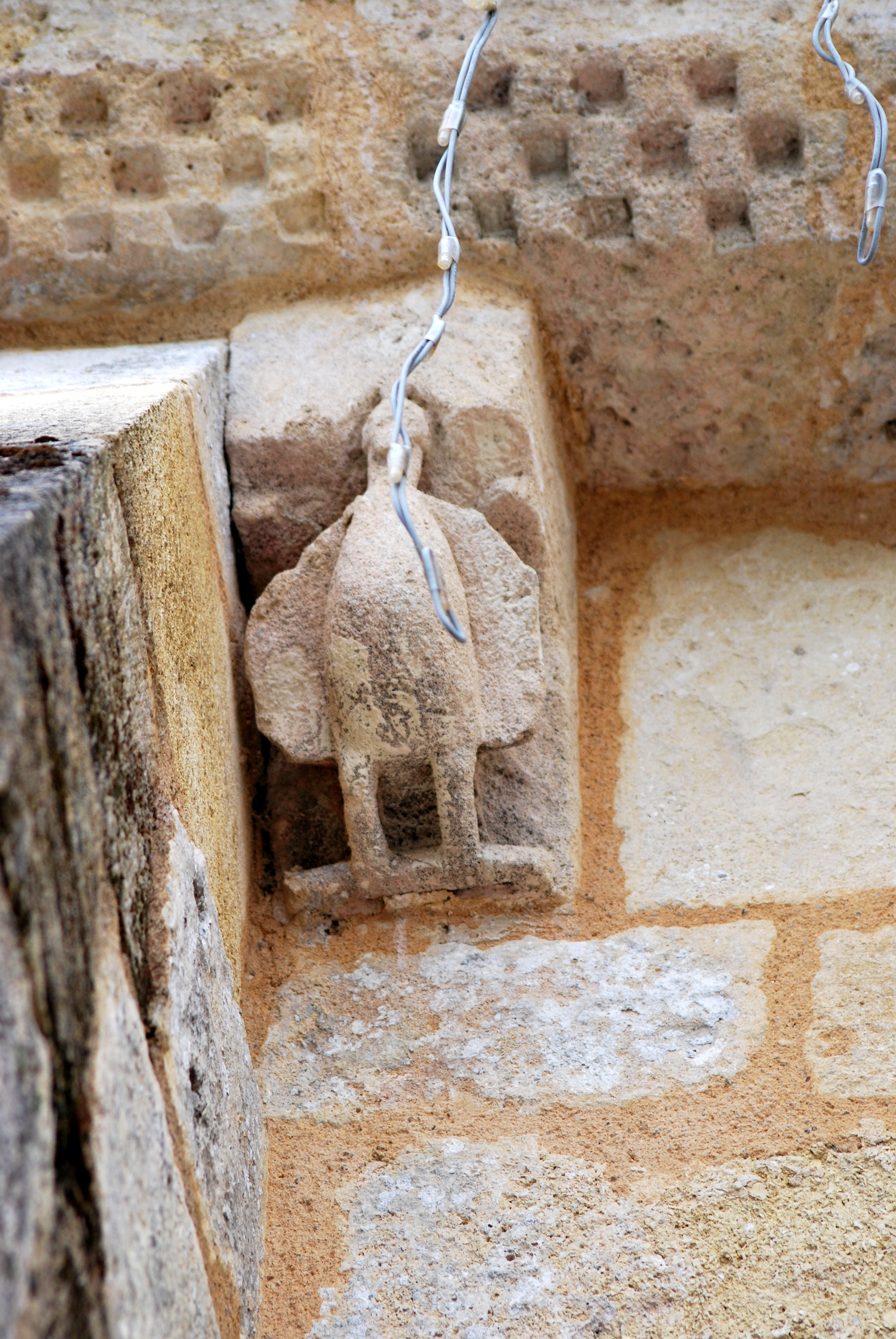